# 柴田彦三郎
柴田 彦三郎（しばた ひこさぶろう、天保10年（1839年） - 慶応2年6月23日（1866年8月3日））は、新選組隊士。
元治元年（1864年）10月、近藤勇の江戸での隊士募集に応じて上洛。慶応2年2月に一橋家家臣原口某と謀り、勝手に金策をした。人相書を用意した内海次郎・三井丑之助・松本喜次郎・近藤芳助らに追われ、気多郡江原村で捕まり新選組に引き渡された後、屯所へ戻され、大勢の隊士の前で切腹した。享年28。墓は光縁寺にある。